# Francesca Cuzzoni
Francesca Cuzzoni (Parma, 1696. április 2. - Bologna, 1778. június 19.) olasz énekesnő.

## Életútja
1722-től 1726-ig rendkívüli sikerrel énekelt Londonban, s akkora díjazás mellett, hogy visszautasíthatott egy 60 000 aranyat kínáló olaszországi szerződést. Heves versengése a még kiűnőbb Hasse (szül. Bordoni) Faustinával volt annak az oka, hogy Bécsbe távozott, ezután beutazta Németországot és Hollandiát, mígnem 1748-ban visszatért Olaszországba. Ünnepelték, de költekezése tönkre juttatta, végül gombkötésből tengődött. 1726-tól Pier Giuseppe Sandoni zeneszerző volt a férje.